# 1991年7月11日の日食

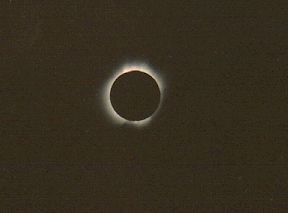
コスタリカのプラヤス・デル・ココで観測された皆既日食

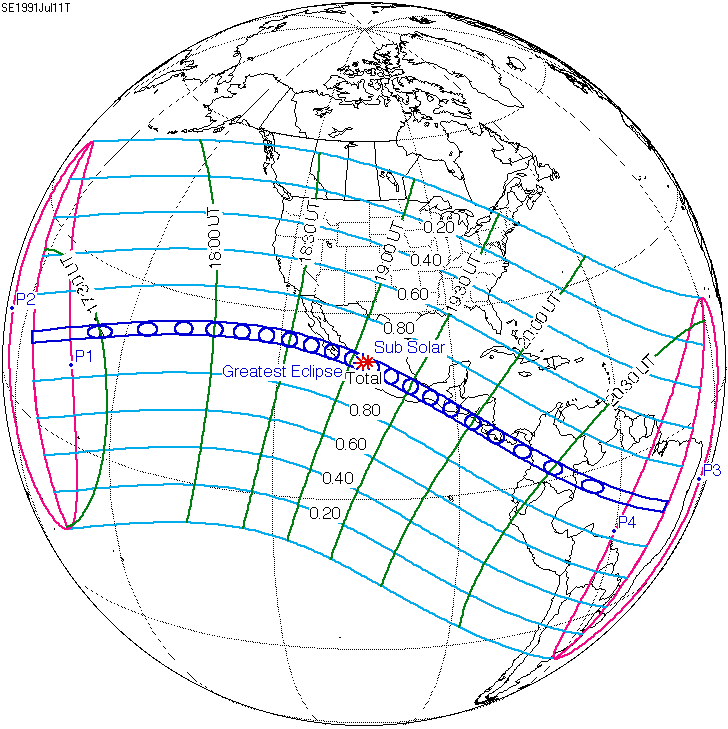

1991年7月11日の日食は、1991年7月11日に観測された日食である。アメリカのハワイ州、メキシコ、グアテマラ、サルヴァドール、ホンジュラス、ニカラグア、コスタリカ、パナマ、コロンビア、ブラジルで皆既日食が観測され、北部アメリカの中南部、ラテンアメリカのほとんど及び以上の地域の周辺の一部で部分日食が観測された。これは1973年6月30日から2132年6月13日までの間に持続時間の最も長い皆既日食である。

## 通過した地域
皆既帯が通過した、皆既日食が見えた地域はアメリカ合衆国ハワイ州のハワイ島全島とマウイ島南東部沿岸のごく小さい部分、メキシコ（首都メキシコシティを含む）、グアテマラ南部（首都グアテマラシティを含む）、サルヴァドールのほとんど、ホンジュラス南西部、ニカラグア南部（首都マナグアを含む）、コスタリカのほとんど、パナマ西部、コロンビア南部、ブラジル北部だった。皆既食の最大はメキシコのナヤリット州ロザモラーダ郡にあった。安定している天候と澄んでいる空気で各国の研究機関の天文台が設置されている、裾野から山頂まで測ると世界で最も高い山であるハワイ島のマウナ・ケア山も皆既帯にあった。
また、皆既日食が見えなくても、部分日食が見えた地域はポリネシア北東部、カナダ南部、アメリカのアラスカ州南東部、アメリカ本土全部、イギリス領バミューダ諸島、ラテンアメリカのほとんど（パタゴニアを除く）。そのうち大部分は国際日付変更線の東にあり、現地時間7月11日に日食が見え、残りの部分では7月12日に見えた。

## 観測
中国国家自然科学基金委員会の資金提供を受けた中国観測隊はメキシコのバハ・カリフォルニア・スル州ラパス南部郊外で近赤外光のスペクトル観測をした。日食当日、ラパスでは一日中雲がなく、観測隊は高層光球及び彩層のスリットレススペクトルと太陽表面の外のスリットレススペクトル数十フレームずつ、彩層と紅炎などの写真を撮った。ラパスで観測した各国のプロ観測隊のうち6隊は史上初めて日食観測に新型探察システムCCDイメージセンサを使い、そのうち中国と日本の観測隊はそれを長波スペクトル観測に使った。320人が参加したアメリカ航空宇宙局ジョンソン宇宙センターの観測隊はメキシコのマサトランで皆既日食を観測した。日食前の数日間、現地は天気が良くなかったが、日食寸前に改善した。一部の隊員はもっと良い天気を求めてサンブラスに行った。結局、マサトラン西部郊外のエルシッド（El Cid）では皆既食中雲に穴があり、運良くコロナと紅炎が見えたが、周辺1-5マイルの範囲では太陽がずっと雲に覆われた。サンブラスでは皆既食中雲が厚くなったが、コロナと紅炎が見えた。ベルギー王立天文台、中国科学院測量・地球物理研究所、メキシコ国立自治大学地球物理学研究所の科学者はメキシコシティで観測し、皆既食中重力の変化を研究した。